# 삼산화 황
삼산화황(三酸化黃, sulfur trioxide)은 화학식 SO3인 무기 화합물이다. 산소 원자 3개와 황 원자 1개가 결합되어 있다.

## 같이 보기
- 이산화 황